# Gabelbachergreut
Gabelbachergreut ist ein Ortsteil des Marktes Zusmarshausen.

## Geographie
Der Ort liegt im westlichen Landkreis Augsburg in Bayerisch Schwaben und gehört zum Naturpark Augsburg – Westliche Wälder. Es liegt, von Wäldern umgeben, auf dem Höhenrücken zwischen Mindel und Zusam.

## Geschichte
Gabelbachergreut ist eine planmäßig angelegte spätmittelalterliche Rodungssiedlung, deren ursprüngliche Ortsstruktur wir heute noch deutlich erkennen können, obwohl sich das Ortsbild im Laufe der Jahrhunderte wesentlich veränderte. Seine Entstehung fällt in die zweite Rodungsperiode in Mittelschwaben. Der Ritter Heinrich von Gabelbach, dem der gesamte Besitz gehörte, ließ am Palmsonntag, dem 5. April 1327 die Gründungsurkunde ausfertigen. Als Reutmeister bestellte der Ritter, den Hermann von dem Hofe, der damals einen Einödhof in der Nähe des neuanzulegenden Dorfes bewirtschaftete. Er sollte es auf eine Größe von 12 Lehen anlegen. In dieser Stellung war er auch der Dorfvorsteher und übte die niedere Gerichtsbarkeit aus. Das Dorf gehörte ab 1548 dem Domstift Augsburg und war dem Pflegamt Zusmarshausen zugeordnet. Mit Domstift wurde der weltliche Herrschaftsbereich des Domkapitels bezeichnet. Dieses war somit auch der Landesherr. Nach dem Sieg der Schweden im Dreißigjährigen Krieg, 1632 bei Rain am Lech, bezogen sie Winterquartier in Ulm. Von dort aus plünderten und brandschatzten sie die abgelegenen Bauerndörfer. So auch Gabelbachergreut, das wie sein Nachbarort Freihalden, vollkommen zerstört und verwüstet wurde. Erst ab 1655 erfolgte der Wiederaufbau durch Siedler aus Böhmen, Tirol und Bayern.
1737 erfolgte der Neubau der St. Leonhardskapelle. In den Koalitionskriegen litt das Dorf durch Einquartierungen, Zwangsablieferungen und Plünderungen große Not. Nach dem „Reichsdeputationshauptschluß“ im Jahre 1803 verlor das Domstift Augsburg das Dorf an das Königreich Bayern. Als Folge der Revolution 1848 wurden die Bauern nicht nur Besitzer, sondern auch Eigentümer ihrer Höfe. 1875 wurde der Ortsname offiziell von Gabelbachergreuth auf Gabelbachergreut geändert. Von 1862 bis 1929 gehörte Gabelbachergreut zum Bezirksamt Zusmarshausen und ab 1929 zum Bezirksamt Augsburg, das ab 1939 als Landkreis Augsburg bezeichnet wurde.
Im Jahre 1975 erfolgte die Flurbereinigung und am 1. Mai 1978 die Eingemeindung zum Markt Zusmarshausen.
Der Ortsfriedhof am Buchgrabenweg wurde im Jahre 2013 im Friedhofsprojekt des Bayerischen Landesvereins für Familienkunde fotografiert. Über 150 Grabinschriften sind abrufbar.

## Sehenswürdigkeiten
- St. Leonhardskirche, erbaut im Jahre 1737